# Lover Able
《Lover Able》（日語：同棲ラブラブル）是由SMEE製作並於2011年2月25日發售的戀愛冒險類型成人遊戲，後來於2012年1月27日發售續作《同棲Lover Able》。DMM.com於2014年6月20日發售DL版。

## 故事
愛澤晴樹因為父母要到國外工作的關係，與妹妹花穂住在叔父的家。由於父母和叔父的約定，兄妹也因此來到叔父所經營的海濱咖啡店「Frutia」（フルーティア）打工。

## 角色

### 主要角色
愛澤晴樹
本作男主角，美浜學園的轉入學生。
琴宮千夏（聲優：夏野こおり）
與晴樹同天轉入的同學，後來在晴樹的介紹下來到Frutia打工。
愛澤花穂（聲優：春日アン）
晴樹的親生妹妹，年齡小哥哥兩歲，友枝女學院的學生。
姫野鶇（聲優：遠野そよぎ）
晴樹的學妹，家政社所屬，比晴樹還早在Frutia工作。
三枝奈奈子（聲優：柚木かなめ）
比晴樹還早在Frutia工作的店員。
柳瀬皐（聲優：春乃伊吹→北都南）
晴樹的同學。

### 其他角色
琴宮美冬（聲優：七ヶ瀬輪）
千夏的義妹。
須賀原奈緒（聲優：逢川奈々）
鶇的朋友。
彩峰希依（聲優：松永雪希→紫木恋）
晴樹的班級老師。
天川流星（聲優：工藤和真）
晴樹的同學。
店長（聲優：西岡賢吾）
海濱咖啡店Frutia的店長，晴樹和花穂的叔父。

## 主題曲
Lover Able主題曲「Crazy for you☆」
作詞：tae，作曲：Sound Studio B，主唱：茶太
Lover Able挿入曲「Linked☆Lovers」
作詞：tae，作曲：Sound Studio B，主唱：茶太
同棲Lover Able主題曲「描いてた夢」
作詞：中山♥マミ，作曲：篠原瑞希，主唱：柚木ちな

## 小說
同名小說是由赤月蓮理寫作，由Eagle Publishing（イーグルパブリシング）公司於2011年6月25日發售共一冊（ISBN 9784861462061）。

## 外部連結
- Lover Able官方網站 （页面存档备份，存于）（日語）
- 同棲Lover Able （页面存档备份，存于）（日語）